# Louise Lawler
Louise Lawler   (Bronxville, 1947) és una fotògrafa i artista novaiorquesa. Des dels anys 70 s'ha especialitzat en fotografiar quadres d'altres artistes, prestant especial atenció al l'espai on s'exposen i les tècniques que s'han utilitzat per crear-los. Ha fotografiat quadres en museus, en col·leccions privades o escultures mentre son contemplades pels visitants d'una exposició. Lawler està interessada les estructures de poder, les relacions que s'estableixen entorn de l'obra i el productor, promotor, intèrpret i comprador d'allò que s'ha vingut a anomenar "alta cultura".
Juntament amb artistes com Cindy Sherman, Laurie Simmons o Barbara Kruger, forma part del col·lectiu de The Pictures Generation.